# Cecidostiba docimus
Cecidostiba docimus är en stekelart som först beskrevs av Walker 1839.  Cecidostiba docimus ingår i släktet Cecidostiba och familjen puppglanssteklar. Inga underarter finns listade.